# Alexandre de Constantinopla
Alexandre de Constantinopla foi o 27º bispo de Bizâncio e primeiro arcebispo de Constantinopla. Segundo seu sinaxário, era filho de Jorge e Briena e nativo da Calábria, na Itália. Se dedicou a vida religiosa desde tenra idade, vivendo num mosteiro. Diz-se que tinha o dom das visões após dias em jejum, e que teve problemas com ataques dos sarracenos. Era vigário de Metrófanes (r. 306–314/317), que o designou sucessor no leito de morte, em 314/317, ou 325, dependendo da fonte.
Se envolveu na controvérsia ariana em oposição a Ário e parceria com o papa de Alexandria Alexandre I (r. 313–326). Em 325, foi ao Primeiro Concílio de Niceia que excomungou Ário, mas em 336, recebeu ordens do imperador Constantino (r. 306–337) para readmiti-lo na comunhão da Igreja. Mesmo sob ameaça dos eusebianos, se recusou e se trancou na Igreja de Santa Irene em intensa oração; Ário faleceu no caminho à igreja. Morreu em 337/340 e foi considerado santo, com sua festa primeiro sendo celebrada em 2 de junho e hoje em 30 de agosto, na Igreja Ortodoxa, e 28 de agosto, na Igreja Católica.

## Biografia
Não se sabe a data do nascimento de Alexandre. Segundo seu sinaxário, nasceu na Calábria, na Itália, e era filho de Jorge e Briena (Βρυαίνη). Desde tenra idade, se dedicou a Deus e permaneceu num mosteiro, onde cultivou suas virtudes. Tinha o dom das visões quando passava até vinte dias em jejum, ficou nu por quatro anos e teve muitos problemas com ataques de sarracenos. Assim viveu por muitos anos, viajando pela Grécia com seus pupilos Vitálio e Nicéforo. Foi eleito vigário para ajudar o já idoso bispo de Bizâncio Metrófanes (r. 306–314/317), que em seu leito de morte deixou instruções para que fosse eleito bispo; algumas fontes colocam sua morte em 325, após o Primeiro Concílio de Niceia. Alexandre foi bispo por 23 anos, até a sua morte.[b] Sua consagração, em data que varia entre 314 e 317, se realizou quando já tinha 73 anos. Em seu episcopado, se envolveu em debates com filósofos pagãos e combateu heresias. Foi muito elogiado por Gregório de Nazianzo (Or. 27) e Epifânio de Salamina (Panarion, LXIX.10) e Teodoreto o chamou de bispo "apostólico".

### Controvérsia ariana

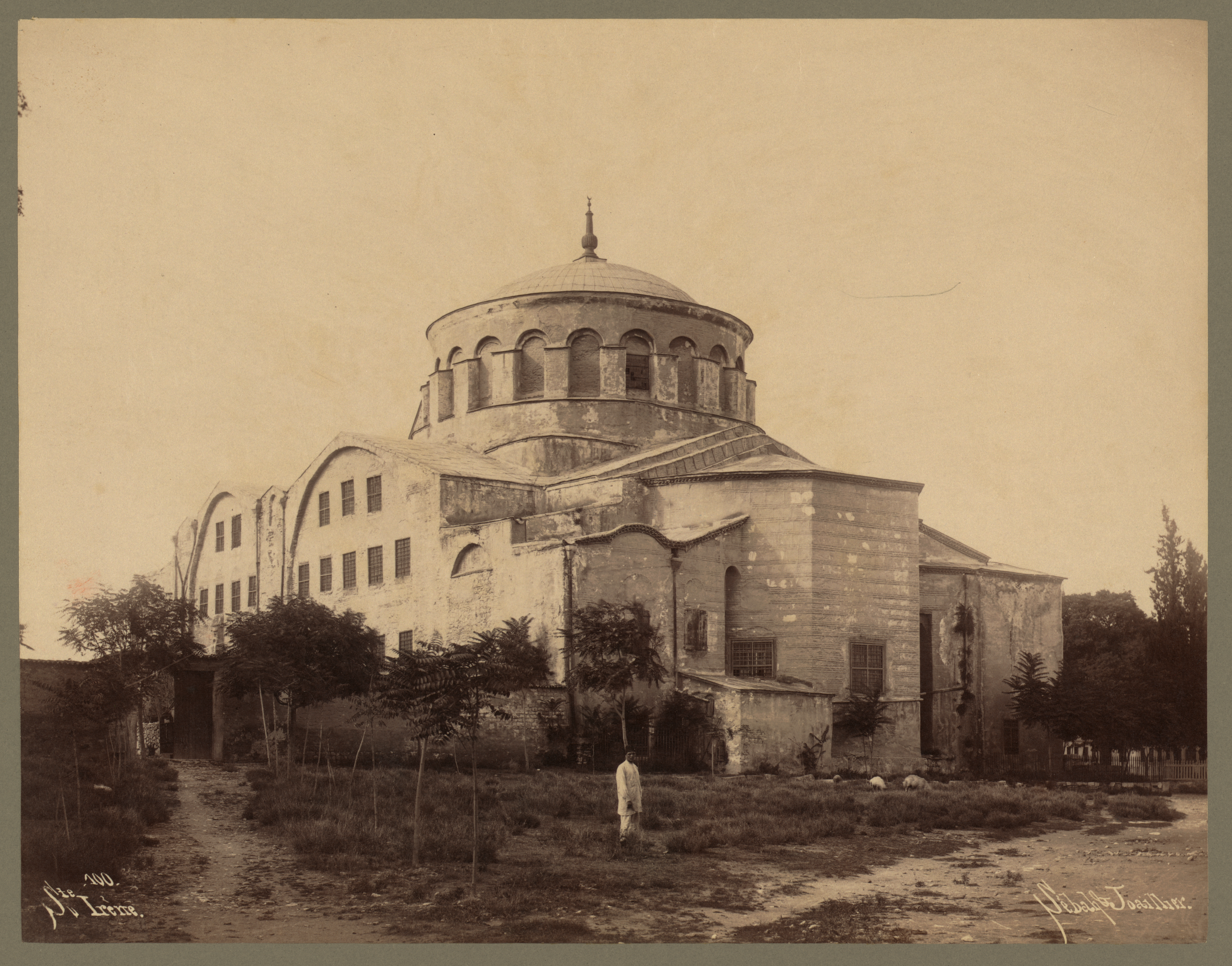
Igreja de Santa Irene, em Istambul, onde se trancou para não receber Ário

Quando a controvérsia ariana começou, o papa de Alexandria Alexandre I (r. 313–326) requisitou sua cooperação para combater o que achava ser heresia; a requisição foi feita em longa carta preservada na História Eclesiástica (I.3) de Teodoreto. Na História Eclesiástica (II.29) de Sozomeno se afirma que esteve no Primeiro Concílio de Niceia de 325, talvez como delegado de Metrófanes. Nele, Ário e seus ensinamentos foram condenados. Anos depois, em duas ocasiões, Ário quis ser recebido de volta na comunhão da Igreja. Na segunda, em 336, o imperador Constantino (r. 306–337), tendo sido convencido pelos eusebianos, exigiu que Alexandre recebesse-o formalmente de volta. Mesmo sob ameaça de deposição e banimento pelos eusebianos, persistiu em sua recusa de admiti-lo de volta na Igreja e se trancou na Igreja de Santa Irene (à época, catedral de Constantinopla), onde permaneceu em fervorosa oração para que Deus o levasse antes que fosse forçado a receber em comunhão alguém que temia estar fingindo arrependimento. Ário, porém, faleceu quando caminhava com seus apoiantes em direção a igreja.

### Morte
Alexandre faleceu em 337 (ou 340 segundo outra fonte). No leito de morte, diz-se que nomeou Paulo seu sucessor e o alertou sobre Macedônio, futuro arcebispo e inspirador do macedonianismo. Após sua morte, Gregório de Nazianzo mencionou-o num encômio ao povo de Constantinopla. É tido como santo e seu serviço (celebração de atos religiosos) foi impresso em Veneza em 1771. De acordo com alguns antigos manuscritos, sua festa era celebrada em 2 de junho, mas hoje é celebrado anualmente em 30 de agosto, junto em conjunto com seus colegas patriarcas João IV (r. 582–595) e Paulo IV (r. 780–784), pela Igreja Ortodoxa, e 28 de agosto, pela Igreja Católica, segundo os Martirológios Romano e Jeronimiano. Sua vida e feitos, para alguns autores modernos, está envolta em muitos fatos inventados.